# مجارشين
مجارشين هي قرية في مقاطعة أسكو، إيران. عدد سكان هذه القرية هو 1,112 في سنة 2011.